# Asociación de Escritores y Artistas Españoles
La Asociación de Escritores y Artista Españoles (AEAE) es una Institución Académica Cultural española fundada el
3 de noviembre de 1871, que vela por los intereses profesionales de escritores y artistas dentro del mundo ilustrado que les envuelve, reuniendo a todas aquellas personas interesadas en el objetivo principal de conservar y propagar el patrimonio cultural. 
La Asociación acredita la condición profesional como miembro de una institución académica a los ciudadanos de nacionalidad española con reconocida profesionalidad objetiva, que voluntariamente se hayan adscrito en calidad de asociados. La AEAE, está considerada como un foro de encuentro artístico y de contacto con compañeros, editores, marchantes, productores y un centro de actividades culturales, (concursos literarios, conferencias, ciclos, talleres, conmemoraciones) con personalidad jurídica propia y sin ánimo de lucro. En su origen la Asociación se financia mediante el importe de la venta del billete para los bailes de máscaras y de las funciones teatrales que organiza.

## Historia
Se creó en 1871 el 3 de noviembre, con vocación de ámbito nacional, siendo otorgada la Escritura Fundacional el 31 de diciembre de 1875 ante el notario José Gonzalo de las Casas, contando con el apoyo de la Casa Real y en especial de S.M. el Rey Alfonso XII mecenas de las ciencias y de las artes. Los sucesores dinásticos de Alfonso XII: Alfonso XIII y Juan Carlos I de España fueron Socios de Honor-Protectores de la Asociación, y Felipe VI de España lo es en una de las primeras decisiones de este carácter tomadas en su reinado. Los estatutos fundacionales prevén que la junta directiva esté formada por un presidente, y dos vicepresidentes, segundo, uno en representación de los miembros escritores y el otro del gremio de artistas. El presidente de la AEAE es miembro del patronato del Instituto Cervantes.
Fueron socios fundadores entre otras ilustres personalidades de la época: Emilio Castelar, Miguel Ramos Carrión, José Casado del Alisal, Dióscoro Puebla, Juan Valera y Alcalá-Galiano, Ramón de Campoamor, Modesto Fernández y González, Práxedes Mariano Mateo-Sagasta y Escolar, Ricardo de la Vega, Benito Pérez Galdós, Tomás Bretón y Hernández, Julio Nombela, etc. 
En 1916 un Real Decreto de Alfonso XIII creó el Instituto Cervantes, antecedente del actual, cuyo Patronato fue encomendado a la Asociación de Escritores y Artistas Españoles. 
Durante más de un siglo de experiencia cultural la Asociación ha sido regida a lo largo de su historia por ilustres políticos, notables escritores y destacados y admirados artistas, pertenecientes todos ellos al mundo de las Letras y de las Artes. En 1933 el domicilio social y lugar de reuniones, se traslada a la calle del Rollo en el corazón del viejo Madrid, a espaldas de la Casa de la Villa, que desemboca en la plazuela de la Cruz Verde.
Desde su fundación, la intelectualidad española ha estado representada en el seno de esta Asociación con las figuras más señeras de nuestra cultura en el campo de las artes y de las letras de los siglos XIX y siglo XX. Su trayectoria abarca desde la última etapa del Romanticismo hasta la postmodernidad en que ahora se definen el Arte y las Letras en el seno de una etapa tecnológica que imprime en los escritores y artistas una actitud de desafío ante un nuevo compromiso histórico.
En la actualidad existen cuatro clases de socios, los denominados de Número, tienen pleno derecho, voz y voto, en las juntas generales, y deben de aportar una cuota dineraria mínima anualmente al disponer de un carné identificativo de AEAE. Los socios Protectores, no necesitan acreditar profesionalidad alguna son colaboradores desinteresados de la institución. Los socios de Honor son nombrados de forma graciable sobre la base de sus méritos profesionales, artísticos o por su colaboración personal generosa para con la Asociación, o prestigio social. En la clase de socios Correspondientes pueden figurar simpatizantes de nacionalidades distintas a la española, portuguesa o hispanoamericana, que acrediten su profesionalidad artística o académica. En el año 2016, se modifican los estatutos y se crea un Consejo de Honor.
La AEAE es poseedora del Panteón de Hombres Ilustres, Sacramental de San Justo. La inauguración oficial fue presidida en representación del Rey por el Duque de Rivas el 25 de enero de 1902. Están inhumados entre otros: Eduardo Rosales, Rafael Calvo Revilla, Bretón de los Herreros, Francisco Villaespesa Martín, Marquina, Mariano José de Larra, Espronceda, Gaspar Núñez de Arce, Juan Eugenio Hartzenbusch, Blanca de los Ríos, Ramón Gómez de la Serna, Antonio García Gutiérrez, José Gerardo Manrique de Lara, y otras personalidades destacadas del mundo de las Letras y las Artes.
La Asociación, que desde hace varios decenios tiene su sede en la calle Leganitos número 10, de Madrid, mantiene delegaciones en España y en Hispanoamérica: Almería, Ceuta, Galicia, y Méjico. Y como entidades correspondientes: la Academia Norteamericana de la Lengua Española, en Hialeah, Florida, y la Sociedad Mexicana de Geografía y Estadística, en Ciudad de México

## Relación cronológica de Presidentes (AEAE) desde su fundación
| Presidentes |            |              |                                                        |
| N.º         | Año Inicio | Finalización | Nombre                                                 |
| 1           | 1871       | 1872         | Manuel de Llano y Persi                                |
| 2           | 1873       | 1876         | Cayetano Rosell y López                                |
| 3           | 1877       | 1879         | Emilio Castelar y Ripoll                               |
| 4           | 1879       | 1881         | Antonio Romero Ortiz                                   |
| 5           | 1882       | 1903         | Gaspar Núñez de Arce                                   |
| 6           | 1903       | 1908         | José Echegaray y Eizaguirre                            |
| 7           | 1909       | 1912         | José Canalejas Méndez                                  |
| 8           | 1913       | 1929         | Antonio López Muñoz, I Conde de López Muñoz            |
| 9           | 1929       | 1947         | Mariano Benlliure y Gil                                |
| 10          | 1948       | 1954         | Jacinto Benavente y Martínez                           |
| 11          | 1955       | 1964         | Manuel Benedito Vives                                  |
| 12          | 1964       | 1978         | Juan Contreras y López de Ayala, (-Marqués de Lozoya-) |
| 13          | 1979       | 1984         | Guillermo Díaz-Plaja Contestí                          |
| 14          | 1984       | 1996         | Luis Cervera Vera                                      |
| 15          | 1997       | 2001         | José Gerardo Manrique de Lara                          |
| 16          | 2002       | 2004         | José Javier Aleixandre Ybargüen                        |
| 17          | 2004       | 2024         | Juan Van-Halen                                         |
| 18          | 2024       | 2024         | José López Martínez                                    |
| 19          | 2024       |              | José Carralero                                         |

## Composición de la junta directiva
| Siglas:                      | AEAE                                    |
| Fundada en Madrid:           | 3 de noviembre de 1871                  |
| Presidente:                  | José Sánchez-Carralero (José Carralero) |
| Vicepresidente Artista:      | Tomás Paredes                           |
| Vicepresidente Escritor:     | José López Martínez                     |
| Secretario Director-General: | Gonzalo de Luis                         |
| Vicesecretario:              | Emilio Porta                            |
| Tesorera:                    | Pilar Aroca Lastra                      |
| Vicetesorera:                | María José López de Arenosa             |
| Bibliotecario:               | Fernando Almena                         |
| Vocal:                       | J. D. Álvarez Cayero                    |
| Vocal:                       | Jorge de Arco                           |
| Vocal:                       | Enrique Gracia Trinidad                 |
| Vocal:                       | José Luis Morales                       |
| Vocal:                       | Tomás Paredes                           |
| Vocal:                       | Álvaro Petit Zarzalejos                 |
| Vocal:                       | Juan Manuel de Prada                    |
| Vocal:                       | Macarena Ruiz Gómez                     |
| Director de Ediciones:       | Emilio Porta                            |
| Director Revista Mirador:    | José López Martínez                     |
| Asesor Jurídico:             | Gonzalo María de Luis Otero             |